# 小岩徹郎
小岩徹郎（こいわ てつろう、1979年6月26日 - ）は日本の財務官僚。新潟県総務部長。

## 来歴
宮城県出身。宮城県仙台第二高等学校から東京大学文科一類へ入学。東京大学法学部卒業。2002年 財務省入省（大臣官房文書課）。2005年 コロンビア大学へ留学。少子化と中国こそ､「水平（国際的）」及び「垂直（長期的）」な観点で重要であると考え、国際関係論を志望する。2009年 厚生労働省年金局年金課長補佐。年金制度の立案に携わる。2012年7月 大臣官房付兼内閣官房総理大臣官邸事務所（秘書専門官）。財務省から出向する総理大臣秘書官の下で財政・金融、教育、厚生労働、農業、建設、運輸、復興、行政改革などの経済・社会政策全般を担う。子育てや行政改革が話題にあがった際には内閣官房・厚生労働省とともに資料を作成し、予算委員会で総理大臣の後ろにいる秘書官に届けたりした。その後は主計局総務課長補佐（歳入・国債係主査）、主計局総務課長補佐、主計局主計官補佐（厚生労働第三係主査）などを歴任。2019年7月9日 主計局主計官補佐（厚生労働総括、第一係主査）兼主計局社会保障企画室長。2020年7月11日 新潟県知事政策局長。2022年4月1日 新潟県総務部長。

## 略歴
- 2002年4月：財務省入省（大臣官房文書課）[3]。
- 2004年：広島国税局調査査察部。
- 2005年：留学（コロンビア大学）。
- 2007年7月：主税局調査課長補佐（内国調査） 兼 主税局調査課企画係長[8]。
- 2009年7月：厚生労働省年金局年金課長補佐。
- 2011年7月：大臣官房信用機構課長補佐（総括） 兼 大臣官房政策金融課長補佐[9]。
- 2012年7月：大臣官房付 兼 内閣官房総理大臣官邸事務所（秘書専門官）。
- 2014年7月：主計局総務課長補佐（歳入・国債係主査）。
- 2015年7月：主計局総務課長補佐。
- 2016年6月：主計局主計官補佐（厚生労働第三係主査）。
- 2018年7月：主計局主計官補佐（文部科学第一、二係主査） 兼 主計局司計課予算執行調査官。
- 2019年7月9日：主計局主計官補佐（厚生労働総括、第一係主査） 兼 主計局社会保障企画室長[6]。
- 2020年7月11日：新潟県知事政策局長。
- 2022年4月1日：新潟県総務部長[7]。